# 구미여자중학교
구미여자중학교(龜尾女子中學校)는 대한민국 경상북도 구미시 원평동에 있는 공립 중학교이다.

## 학교 연혁
- 1964년 1월 11일 : 구미중학교에서 분리 인가
- 1964년 3월 5일 : 구미여자중학교 개교
- 1965년 1월 23일 : 제1회 졸업식 거행
- 1970년 3월 1일 : 구미여자상업고등학교 개교(구미여중 병설)
- 1995년 9월 1일 : 구미여자상업고등학교 분리
- 1997년 3월 1일 : 37학급으로 증설 인가(특수 1학급)
- 2009년 3월 1일 : 도교육청 지정 교실수업개선 시범학교 운영(~2011.02.28)
- 2009년 3월 24일 : 교육과학기술부 그린스쿨 사업 대상교 선정
- 2011년 3월 1일 : 청소년 문화 선도 학교 선정(~ 2012.02.29)
- 2017년 3월 1일 : 경상북도교육청 지정 자율학교 운영(~2025.02.28)
- 2023년 2월 9일 : 제59회 졸업식 거행(114명) (졸업생 누계 21,005명)
- 2023년 9월 1일 : 제25대 장명순 교장 취임
- 2024년 3월 4일 : 6학급 149명 입학

## 참고 자료
- 구미여자중학교 - 한국교육학술정보원 학교알리미